# Элема
Элема (англ. Elema people) — общее название группы семи близкородственных береговых народов, говорящих на элеманских языках и относящихся к трансновогвинейской семье (филе) папуасских народов. Элема живут на побережье залива Папуа на юге острова Новая Гвинея и примыкающих к нему районах, на юго-востоке провинции Галф в Папуа — Новая Гвинея, между мысом Поссешн и границей Центральной провинции на востоке и устьем реки Пурари на западе. Численность семи этносов группы элема в 1980-е годы составляла 55 (по другим данным 58,5) тысяч человек. Среди этих народов имеется один сравнительно крупный — тоарипи, численность которого составляет 30 (28) тысяч человек, ороколо — 10 тысяч человек, другие народы группы — 15 тысяч человек. Соседями элема на западе, живущими в дельте Пурари являются корики. Элема и корики говорят на неавстронезийских языках, которые не сближаются ни с языком моту, ни каким-либо другим австронезийским языком, а между собой находятся в отношениях весьма дальнего и проблематичного родства.

Элема

Побережье залива Папуа, от устья реки Флай на западе до мыса Поссешн на востоке — это район больших деревень, огромных домов (жилых и обрядовых). Население района говорит на близко родственных папуасских языках: киваи, гогодара, баму, турама-кикори, пурари (10 тыс.), элема.
С этническими группами элема и корики торговый обмен осуществляли этнические группы моту и койта района Порт-Морсби.

## Культура элема
У элема первый обряд инициации проводят в 5 лет, второй — в 10 лет, а третий много позже; после него мальчик становится воином и может жениться. Во время изоляции в культовом доме подростки отращивают длинные волосы, чтобы в них вошло как можно больше женской субстанции, а затем стригут их. В племенах элема отращивание волос — главное в период изоляции.
Посмертная жизнь духов у племён элема определяется тем, как именно умер человек. Духи и их будущее положение классифицируются следующим образом: вначале те, кто умер, сражаясь как настоящий воин, затем те, кто умер естественной смертью, те, кто был убит, а также те, кого убили крокодилы или змеи. Духи воинов забираются в обиталище бога войны, они живут достаточно свободно и в целом лучше остальных.
У элема пластины хохао могут иметь личные имена и считаются сакральными: это «домашние разновидности» духов леса или моря. Резьба и краски лишь смутно намекают на человеческие черты. Характерным для хохао является наличие многократно повторяющихся концнтрически расположенных кругов, эллипсовидных форм и завитков, чем достигается гипнотический эффект и впечатление непрерывающейся динамики.
Раз в десять-двенадцать лет проводится великая церемония хевеве (hevehe). В месяцы, предшествующие фестивалю, происходит специальное обучение молодых людей сложным церемониальным танцам и песням, устраиваются репетиции отдельных эпизодов будущего представления. Всё это происходит в скрытых и изолированных местах, в тайне от женщин и детей и сопровождается разного рода запретами. Чарлз Роулей свидетельствует, что ороколо, готовясь к великой церемонии хевеве, много лет, с долгими перерывами, делали маски, учили молодежь танцам, собирали фрукты и растили свиней.
Маски-наголовники эхаро (буквально «танцевальная маска») изображают мифологические персонажи и используются во время танцев, дополняющих главные церемонии мужского дома.
У племён элема происхождение гуделок объясняет такое предание: какой-то мужчина обладал голосом, который ныне издают гуделки. Он жил в мужском доме, куда в то время еще имели право заходить женщины. Одну из них этот мифический персонаж по какой-то причине убил и съел. Муж женщины сжег людоеда вместе с домом, но дух того переселился в дерево, из которого ныне изготовляют гуделки.

Маски эхаро
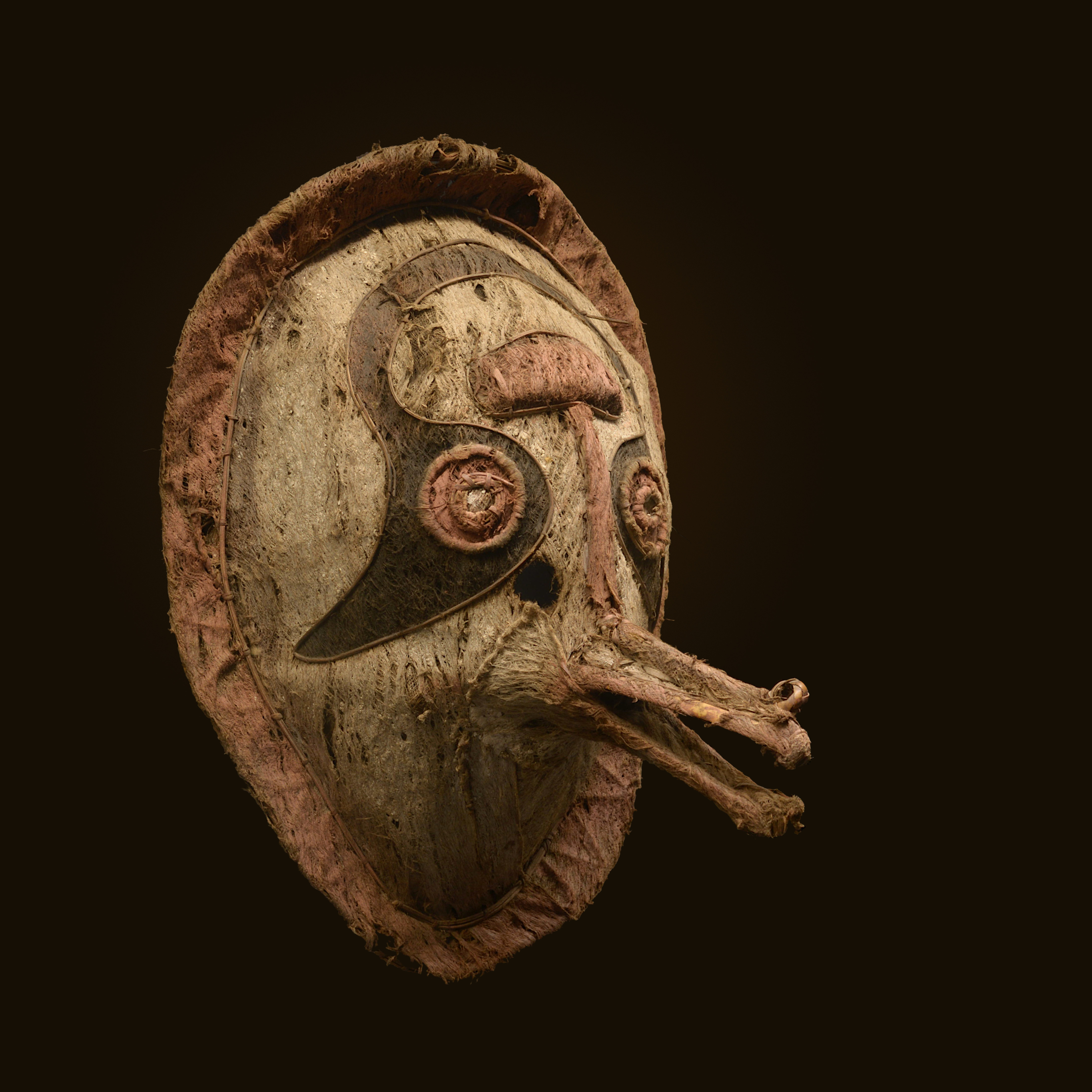
Тулузский музей
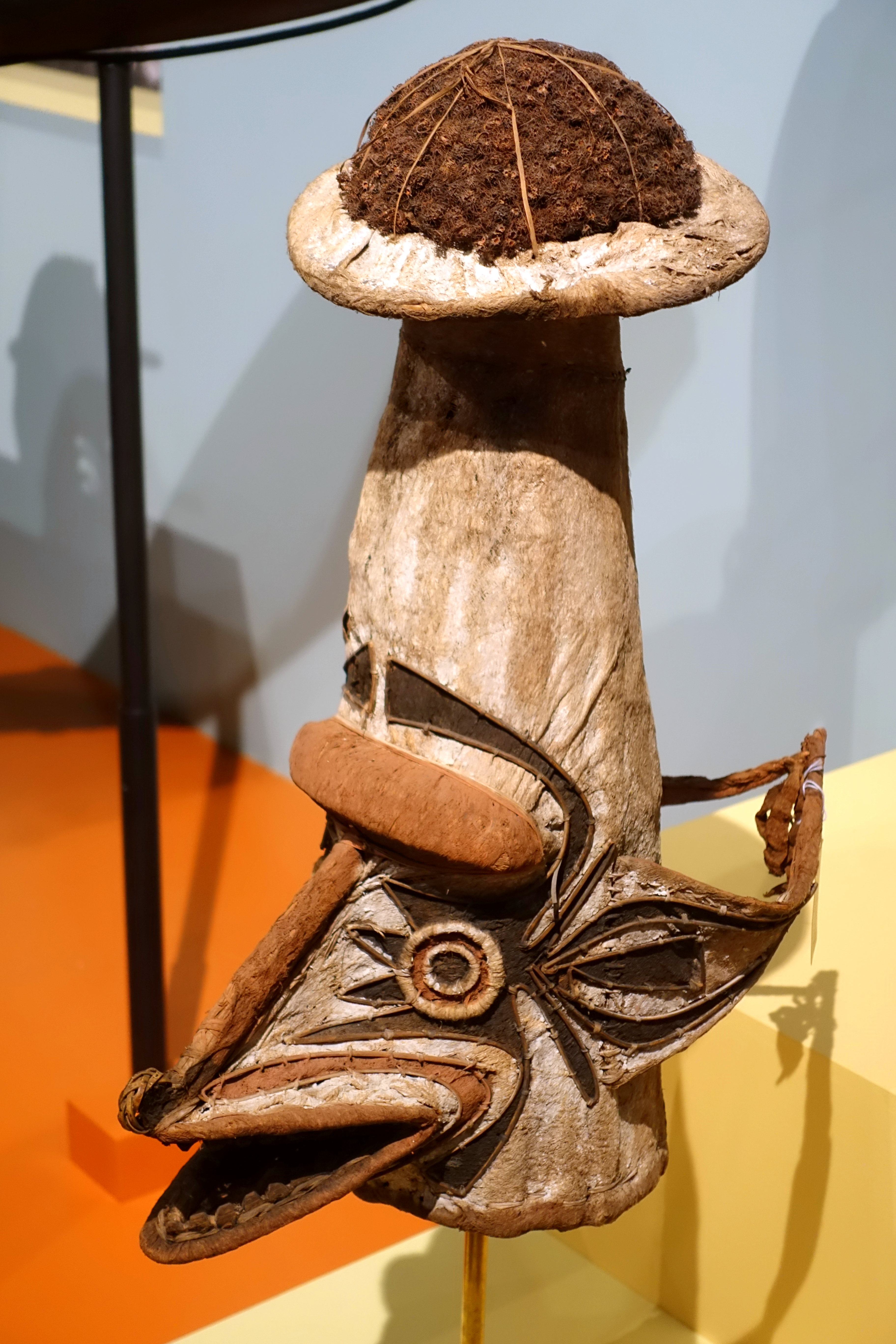
Начало 1900-х годов. Музей Фаулера[англ.], Калифорнийский университет в Лос-Анджелесе
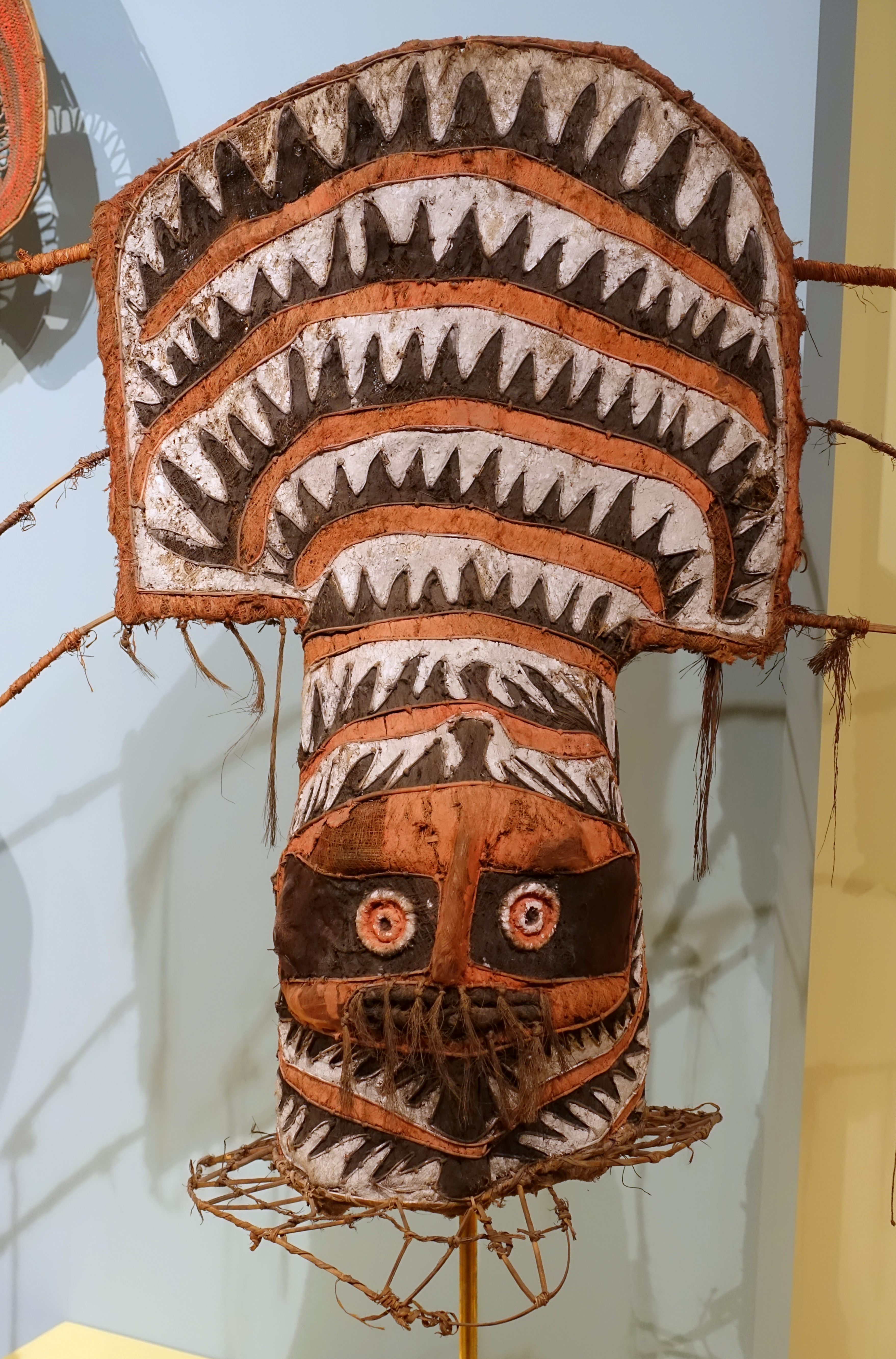
Начало 1900-х годов. Музей Фаулера[англ.], Калифорнийский университет в Лос-Анджелесе
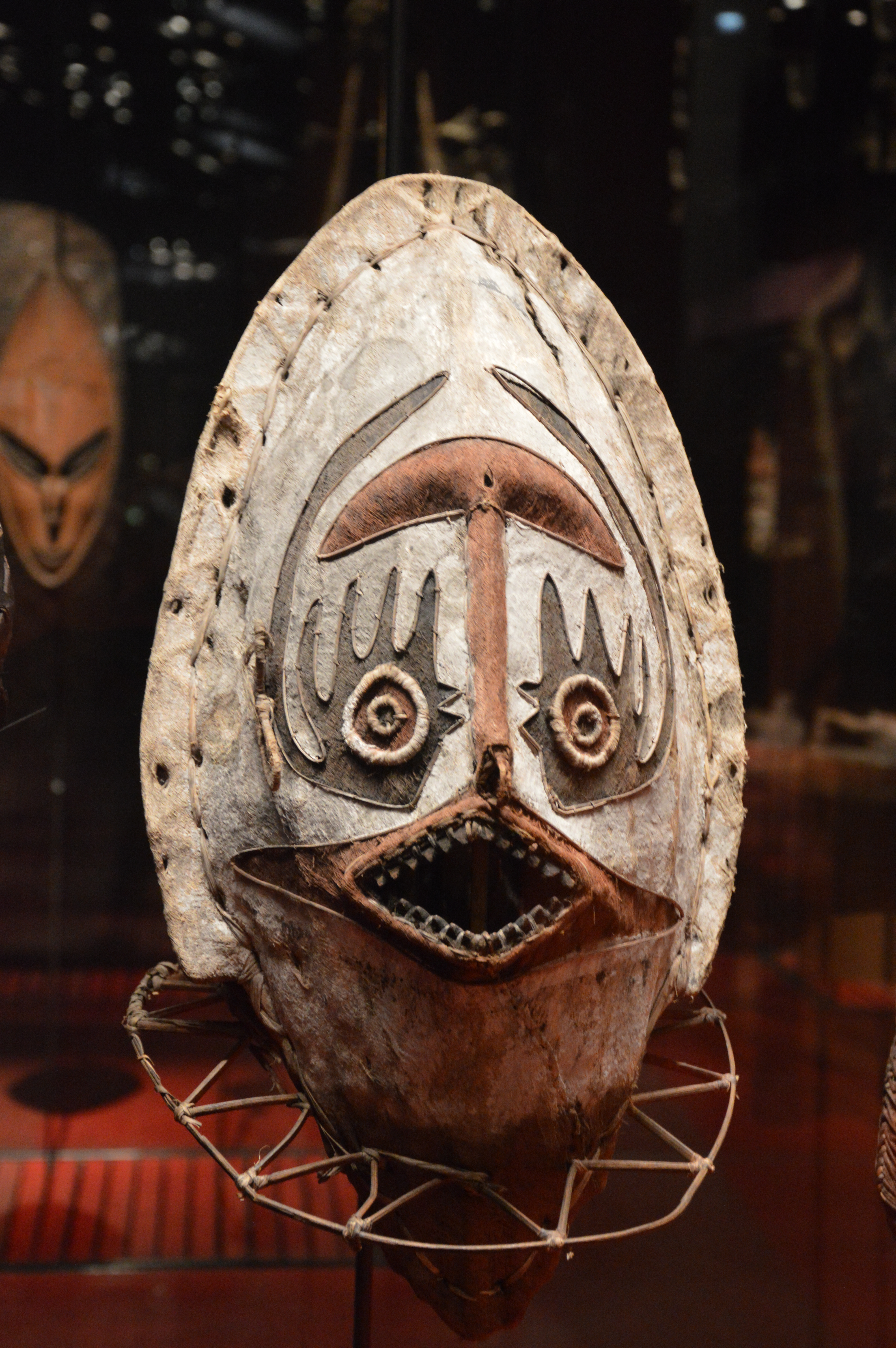
Музей на набережной Бранли